# 伊藤衆人
伊藤 衆人（いとう しゅうと、12月27日 - ）は、日本のCMディレクター、映像監督。北海道釧路町出身。多摩美術大学造形表現学部映像演劇学科卒業。
株式会社ROBOT所属。劇団『低気圧ボーイ（ズ）』のメンバー。テレビCMやミュージック・ビデオ、ドキュメンタリー映画など幅広いジャンルの作品の監督を務める。

## 略歴
多摩美術大学時代に加藤諒や後藤文嘉らが所属する、劇団『低気圧ボーイ（ズ）』で脚本・演出・役者として活動。多摩美術大学映像演劇学科後期フィールドトライアルでは2009年、2010年と2年連続で優秀賞を受賞。
2011年、多摩美術大学造形表現学部を卒業。株式会社ROBOTに入社。
2013年より乃木坂46のPVやMVの演出を続けている。
2014年、Jリーグクラブ初のドキュメンタリー映画として浦和レッズを追った『We are REDS! THE MOVIE』シリーズの監督を金子陽太と共に務めた。
2021年10月1日から開催された2020年ドバイ国際博覧会において、日本館の展示の映像の一部（シーン6）を担当。
2023年、監督した乃木坂46の楽曲「おひとりさま天国」のミュージックビデオが『MTV Video Music Awards Japan 2023』にてBest Group Video-Japan-（最優秀邦楽グループビデオ賞）を受賞。

## 作風・評価
乃木坂46のPVやMVの演出を数多く手掛けており、Real Soundでは「個性と一体感の表現、そして色彩表現が特徴的な作家」、EX大衆では「PVにいろいろな仕掛けをしてくる監督」と評価されている。伊藤はインタビューにおいて、メンバーのキャラクターを反映するために、MV制作前は乃木坂46が出ている雑誌を多く読むと述べている。

## 人物
スターウォーズのファンで、特にR2-D2のグッズを集めている。

## 作品

### 映画
- We are REDS! THE MOVIE -開幕までの7日間-（2014年） - 監督・撮影
- THE LAST -NARUTO THE MOVIE- 「Prologue for THE LAST」（2014年） - オープニングムービー演出
- We are REDS! THE MOVIE -minna minna minna-（2015年） - 監督・撮影

### テレビ番組
- THE WAY （2015年〜2017年）
  - 2015シーズン　関根貴大 編、阿部勇樹 編、武藤雄樹 編、宇賀神友弥 編、西川周作 編、鈴木啓太 編
  - 2016シーズン　高木俊幸 編、平川忠亮 編、槙野智章 編
  - 2017シーズン　田中マルクス闘莉王 編、中村憲剛 編
- 乃木坂46 meets Asia! 〜上海ver.〜 （2019年）
- 乃木坂46 meets Asia! 〜台北ver.〜（2019年）
- Documentary of UVERworld あの日のアンサー（2019年）
- みんなのUVERworld 業界CREW大集合！SP（2019年）
- 乃木坂46 meets Asia! ～上海ver.#2～（2019年）
- Documentary of UVERworld あの日のアンサー、そして此処から（2020年）

### CM
- 赤い羽根共同募金TVCM（2013〜2015年）
- マクドナルド オリジナルアニメーションWebCM「未来のワタシ」（2016年）
- ジェットスター「16歳のように、旅をしよう。」（2016年）
- amazon family（2016年）
- forTUNE music（2017年〜2019年）
- タイ国政府観光庁 乃木坂46「こんなタイ、知らなかった。」（2017年）
- ドラゴンクエストX「おじいちゃんと孫編」「おじいちゃんと孫とパパ篇」（2017年）
- Jリーグ「J識を超えろ。Jリーグ開幕」（2018年）
- ジェットスター「ジェットスタープロフェッショナルズ」全シリーズ（2018〜2019年）
- デジタルハリウッド大学「高校生のあなたへ」（2018年）
- マルコメ「糀甘酒」（2019年）
- アサヒスーパードライ「お花見マナー講座」（2020年）
- 乃木坂46 ALL MV COLLECTION2 ～あの時の彼女たち～（2020年）
- forTUNE music（2020年）
- 乃木坂46 新メンバーオーディション（2021年）
- マクドナルド「シャア専用マクドナルド」（2022年）
- エアウィーヴ（2021-2025年）
- マルコメ「料亭の味　料理ってすごいね」（2025年） など多数演出

### ミュージックビデオ
- 竹内まりや「Days Of Love」（2024年）

乃木坂46
- 「白米様」（2016年）
- 「ブランコ」（2016年）
- 「意外BREAK」（2017年）
- 「ライブ神」（2017年）
- 「失恋お掃除人」（2017年）
- 「トキトキメキメキ」（2018年）
- 「空扉」（2018年）
- 「のような存在」（2019年）
- 「図書室の君へ」（2019年）
- 「アナスターシャ」（2020年）
- 「さ〜ゆ〜Ready?」（2021年）
- 「あなたからの卒業」（2021年）
- 「忘れないといいな」（2022年）
- 「僕が手を叩く方へ」（2022年）
- 「アトノマツリ outtake ver.」（2022年）メンバー自身が撮ったself-making ver. は アドバイザーとして参加
- 「おひとりさま天国」（2023年）
- 「車道側」（2024年）
- 「チートデイ」（2024年）
- 「Same numbers」（2025年）

### その他
- 乃木坂46 個人PV 北野日奈子「勇者ひなこのドラゴン修学旅行」（2014年）
- 乃木坂46 個人PV 松村沙友理「ガチャ子さん」（2015年）
- 乃木坂46 個人PV 松村沙友理「ガチャ子さん23」（2016年）
- 乃木坂46 個人PV 岩本蓮加「駄菓子屋れんたん」（2017年）
- 乃木坂46 個人PV 向井葉月「ヘルシーパラドックス」（2018年）
- 乃木坂46 個人PV 桜井玲香「ブルー、レイ。」（2018年）
- 乃木坂46 個人PV 林瑠奈「発売延期（仮）（林）」（2021年）
- 乃木坂46 個人PV 中西アルノ「NO MORE！映画アルノ」（2023年）
- 乃木坂46 個人PV 一ノ瀬美空「片腕ドリル彼女 みーぎゅんぎゅん！」（2023年）

### 舞台
- NODAMAP パイパー（2009年、出演）
- FASTENER（2009年、作・演出・出演）
- フェスティバル/トーキョー ファスナー（2009年、作・演出・出演）
- BLUE OCEAN MAKERS（2010年1月21日 - 24日、作・演出）
- TAIFU-（2010年7月19日・20日、作・演出・出演）
- （株）EDF −地球防衛軍− （2011年1月23日 - 25日、作・演出・出演）
- 百景島シードパラダイス（2011年8月2日・8日・9日、作・演出）
- バベル一家（2011年10月7日・10月8日、作・演出・出演）
- 背水フォーメーションZ（2012年1月27日 - 29日、作・演出）

### ナレーション
- 第一三共ヘルスケア 全身シャンプーミノン TVCM（2014年 - 2025年）
- 長野都市ガス TVCM（2023年）
- イオンシネマ マナーCM（2015年）